# قلعة ميدلهام
قلعة ميدلهام (بالإنجليزية: Middleham Castle)، تقع في وينزليديل، مقاطعة يوركشاير شمال شرقي إنجلترا، المملكة المتحدة. تم بناؤها عام 1170م من قبل روبرت فتزريندلوف، في عهد هنري الثاني.

## التاريخ
- 1069- بعد الغزو النورماندي، امتلك ألان روفوس أو «ألان الأحمر»، وهو ابن شقيق وليام الفاتح القلعة وما جاورها من أراضي، وهو الذي قام ببناء خشبي لـ قصر اموت و-بيلي القلعة التي تبعد 500 متر إلى الجنوب الغربي من حيث مكان قلعة ميدلهام. على موقع يعرف باسم وليام هيل. تم البناء لحراسة وحماية الطريق من ريتشموند إلى سكيبتون. كان ألان روفوس قد بنى أيضا قلعة ريتشموند القريبة.
- 1086 - بحلول هذا العام تخلى شقيق «ألان روفوس» عن القلعة في وقت مبكر من القرن الثاني عشر تم بناء قلعة جديدة ضخمة مع ترميم قلعة ميدلهام مع الاحتفاظ بالطراز الأصلي.
- 1485 - بعد قتل ريتشارد الثالث في معركة بوسورث عام 1485 أصبح هنري السابع ملك إنجلترا، وأصبحت القلعة ميدلهام ملك له. وقعت القلعة في حالة سيئة.
- 1604 - منح جيمس الأول قلعة ميدلهام إلى السير هنري لينلي، الذي عمل بعض الترميمات وعاش هناك حتى وفاته.
- 1610 - وفاة السير هنري لينلي وتوريث ابنته جين لينلي القلعة وزواجها من جين إدوارد.
- 1613 - زواج جين لينلي من جين إدوارد.
- 1644 - الفيكونت لوفتوس، يحتل القلعة خلال الحرب الأهلية (كانت تستخدم كسجن).
- 1646 - أمر البرلمان بان يتم تدميز الجدار من الشرق (وهو شكل القلعة الآن).
- 1662 - تم بيع القلعة لعائلة إدوارد وود.
- 1889 - تم بيع القلعة لصموئيل كونليف ليستر، ملك ماشام الأول.
- 1906 - ورثها ملك ماشام الثاني.
- 1925 - انضمت إلى التراث الإنجليزي وفتحت أمام الجمهور.

## البناء
يتكون البناء من:
- اثني عشر جدار سميك.
- ثلاثة طوابق.
- قاعة كبيرة.
- مطبخ.
- كنيسة.
- برج حمام.
- صالة طعام.
- غرفة معيشة لملك القلعة

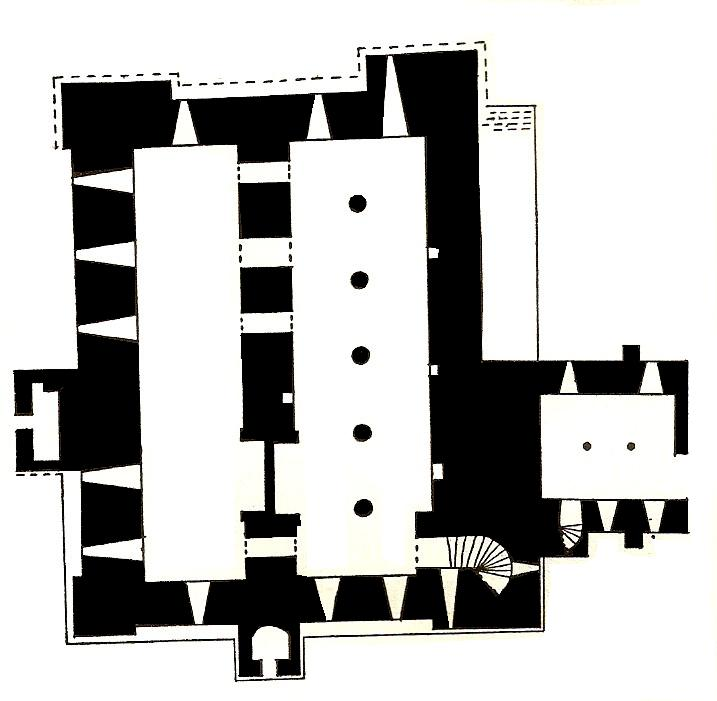
تخطيط قلعة ميدلهام

- ومساكن فخمة أخرى. وبالرغم من الدمار تملك قلعة ميدلهام بنية محكمة وضخمة، ومعظم الجدران سليمة. يحيط بها سور متماسك عالي. إضافة إلى تسلسل سكني داخلي واسع وفخم.
يوجد اثنين من الآبار -التي لا تزال إلى اليوم- شاهدة على حضارة القلعة. الجدارن شيدت في القرن الثالث عشر بطول 250 قدم من كل جانب. في القرن الرابع عشر والخامس عشر تم إيواء 40 ثكنة عسكرية بالعتاد داخل أروقة الجدران.

## الترميم

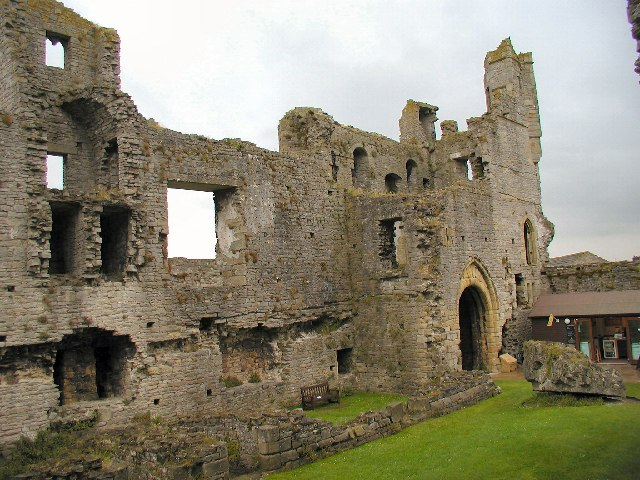

في القرن «الثالث عشر» كان البناء يشكل قوة دفاعية ومحكمة، وبسبب استخدام السكان المحليين لصخور القلعة وحجارتها لبناء منازلهم في البلدة أصبحت أنقاض مذهلة، في القرن «الخامس عشر» أُعيد ترميمها على أساس تاريخي ولم يلتلفت للجانب الأمني للقلعة، شيدت مجموعة هائلة من القاعات والمباني الملحقة وتحولت القلعة إلى مساكن للنبلاء، بنيت الجسور على مستوى الطابق الأول للمحافظة عليه. بالإضافة إلى بعض الأسقف فوق القاعات الكبرى، وغرف أخرى.

## الشكل
تتخذ شكل مربع كبير، مقسمة إلى جدارن داخلية متساوية، هناك أبراج في كل ركن في منتصف الطريق على طول الجدار. في الطابق الارضي اثنين من أكبر القبب، والغرب، وهما قاعات كبرى تحيط بها من الأعلى نوافذ. المدخل يؤدي إلى طريق الدرج -إلى الطابق الأول- كما كان شائعا، درج لولبي يودي إلى الطابق العلوي من برج الزاوية الجنوبي الشرقي، تطل على المدينة والريف المحيط، في الخارج مبنى «كنيسة» إضافي. يحدها من الجنوب الغربي قصر اموت.

## المدخل

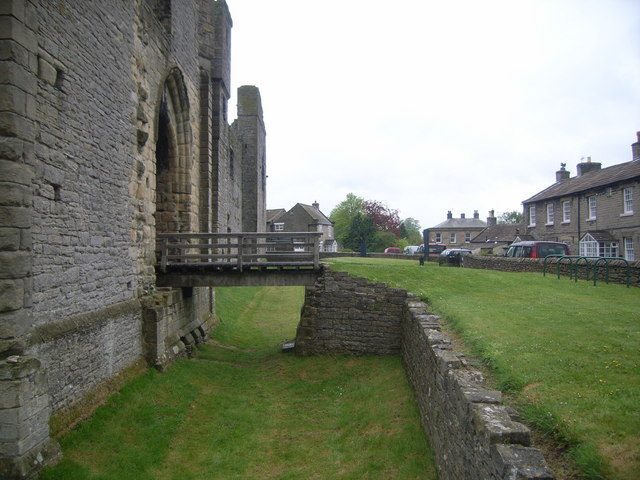

مدخل قلعة ميدلهام من البرج الواقع في الركن الشمالي الشرقي، عبر الجسر الخشبي -الآن يوجود جسر متحرك- رغم تعديله في القرن 15. يبقى مكان الحراسة السابق من الجهة الشمالية والمعروفة باسم «بوابة نيفيل»، هناك أضرار جسيمة في الطابق السفلي، لانهيار النوافذ والأبواب، وانخفضت الأرضيات، رغم ذلك لا تزال أسوار القلعة مشيدة رغم الخراب تشعرك بقوتها وأصالتها القائمة.

## سكن الملكي
أصبحت قلعة ميدلهام في وقت لاحق موطن لبعض من الأثرياء في القرن الخامس عشر، منهم: سالزبوري، وارويك وريتشارد، دوق جلوستر، الملك ريتشارد الثالث، البرج في الركن الجنوبي الغربي، ويعرف تقليديا باسم برج الأمير، نجل إدوارد.

### قلعة ميدلهام (أ)
هي الجناح الملكي الخاص بالملك ريتشارد الثالث، في القرن الخامس عشر.

## وصلات خارجية
- قلعة ميدلهام (لمحة تاريخية) - (بالإنجليزية)